# Lahar

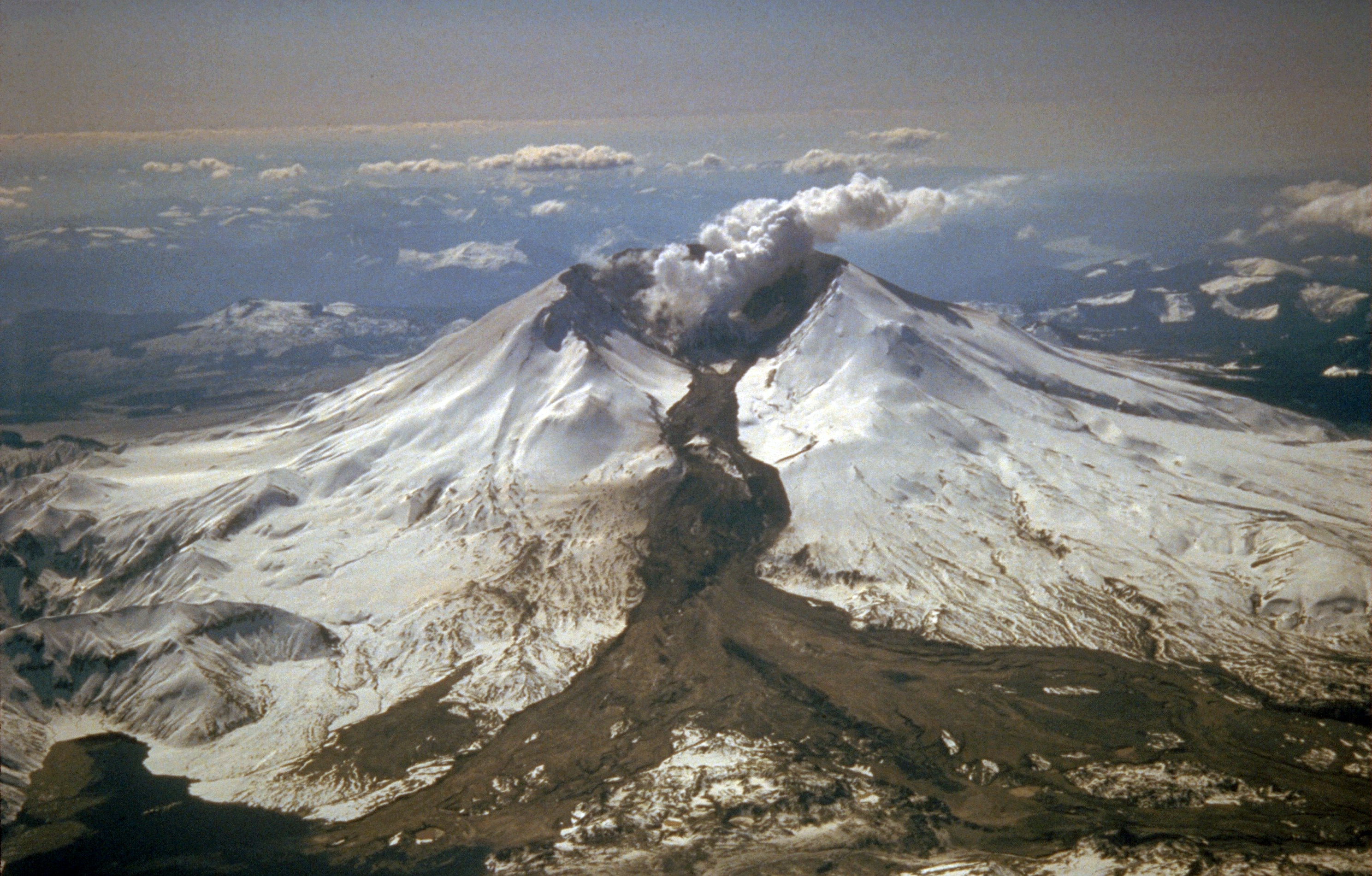
Lahar pe Mount St. Helens

Lahar este un termen care provine din Indonezia și înseamnă „lavină de noroi”, aceasta provine prin amestecul materialul unei erupții vulcanice ca de exemplu cenușa și blocurile vulcanice amestecate cu apă. Curentul noroios (laharul) poate atinge o viteză de curgere de 100 km/h.